# Barbara Tennant
Barbara Tennant (Londres, Inglaterra, 19 de maio de 1892 - 18 de março de 1982) foi uma atriz inglesa. Ela apareceu em mais de cem filmes mudos entre 1912 e 1928.

## Biografia
Barbara nasceu em Londres e começou a se apresentar lá. Ela se mudou para a América do Norte como uma jovem atriz e dançarina com a companhia Ben Greet, e morou em Montreal enquanto fazia turnês em várias produções teatrais.

## Carreira
Barbara apareceu em mais de uma cem filmes mudos, muitos deles curtas produções, entre 1912 e 1928. Seu primeiro filme foi Chamber of Forgetfulness (1912), e seu último crédito foi em A Jim Jam Janitor (1928). Outras aparições notáveis foram como Maid Marian em uma adaptação de Robin Hood (1912) com Alec B. Francis e George Larkin; em Into the Wilderness (1914) e The Price of Malice (1916), ambos dirigidos por Oscar AC Lund; como o personagem-título em M'Liss (1915), baseado em uma história de Bret Harte; The Better Wife (1919), estrelado por Clara Kimball Young; em Capitão Janeiro (1924), estrelado por Baby Peggy; e em The Devil Dancer (1927), com Anna May Wong.
Barbara trabalhou no Eclair Studios em Fort Lee, New Jersey, entre 1911 e 1915. Em 1919, ela estava morando em Los Angeles, trabalhando com o produtor Jesse Hampton. Ela ficou doente por alguns anos, efetivamente encerrando o ímpeto de sua carreira, embora tenha voltado em 1922, e ela apareceu em filmes até 1931. "Eu amo tudo isso", explicou ela. "Eu não posso deixar isso."

## Filmes nas notícias
Tennant participou de um dos primeiros filmes rejeitados pelo British Board of Film Classification em 1913, quando estrelou como a Virgem Maria em The Crimson Cross, aparentemente violando as regras sobre a representação de figuras religiosas.
Em 2011, o governo russo apresentou dez filmes mudos americanos, antes considerados perdidos, para a Biblioteca do Congresso. Um desses filmes, Circus Days (1923), estrelou Tennant e Jackie Coogan.

## Filmografia parcial
- Robin Hood (1912)
- Lady Babbie (1913)
- The Closed Road (1916)
- What Every Woman Wants (1919)
- The Better Wife (1919)
- The Golden Gallows (1922)
- The Infidel (1922)
- The Masquerader (1922)
- Bulldog Courage (1922)
- The Love Gambler (1922)
- Thelma (1922)
- Deserted at the Altar (1922)
- The Drug Traffic (1923)
- Circus Days (1923)
- The Old Fool (1923)
- Poisoned Paradise: The Forbidden Story of Monte Carlo (1924)
- Captain January (1924)
- The Street of Tears (1924)
- You Can't Get Away with It (1924)
- Borrowed Finery (1925)
- Hearts and Spangles (1926)
- The Wreck (1927)
- Your Wife and Mine (1927)
- The Clown (1927)
- The Devil Dancer (1927)
- Possessed (1931)